# Lauba
Lauba je privatna galerija suvremene umjetnosti u Zagrebu. Nalazi se na adresi Prilaz baruna Filipovića 23A u zagrebačkom naselju Črnomerec. U njoj su izloženi eksponati iz zbirke Lauba, velike privatne zbirke radova modernih i postmodernih hrvatskih umjetnika čiji je vlasnik kolekcionar Tomislav Kličko. Prostor se također koristi za izložbe inozemnih suvremenih umjetnika i za razne događaje vezane uz umjetnost.

## Naziv i koncept
Lauba je djeci iz Vrbovca bio naziv za kružni drvored s krošnjama koje se jedva dotiču. Tamo je Tomislav Kličko, vlasnik zbirke odrastao i igrao se.
Kuća Lauba jedan je od prvih privatnih prostora ovih razmjera za izlaganje vizualne umjetnosti. Izložbeni prostor je površine 1350 m². Iako je u njemu smještena Zbirka Filip Trade, prostor se ne želi ograničiti muzej ili galeriju. Kuća Lauba služi za različite aktivnosti (izložbe, performanse, projekcije i sl.).

## Arhitektura
U siječnju 2007. raspisan je pozivni arhitektonski natječaj za Kuću Lauba. U ožujku 2007. odabran je projekt tvrtke AGP Design. Pobjednički projekt na najbolji je način osmislio rješenje skladnog suživota poslovanja, ureda Filip Tradea, i umjetničkih aktivnosti izložbenog prostora. Rješenje je nađeno u interpoliranom izduženom kubusu ureda podignutom na stupove koji se proteže duž južne strane izložbenog prostora.
Projekt je realiziran sa skromnim i minimalnim sredstvima tek toliko da se objekt očisti i vrati u prvobitno stanje. Vodeći se motom „povratak osnovama“, sačuvani su vrijedni povijesni slojevi građevine. Na primjer, unutarnji zidovi od opeke očišćeni su i premazani zaštitnim prozirnim premazom koji omogućuje “čitanje” svake faze povijesti zgrade. Tako je ostao vidljiv položaj nekadašnje etaže tkaonice, kao i nabubreli istočni zid koji se gotovo urušio nakon rušenja prizidanog objekta. Brojni su slični detalji dosljedno implementirani po cijelom prostoru, dajući dojam “zamrznutog gradilišta”. Umetnuta kocka je, pak, visokotehnološka suvremena interpolacija prekrivena crnim staklom.
Arhitektica Morana Vlahović vodila je završni dio projekta obojavši vanjski dio zgrade u crno. Prema konzervatorima, ovo je bila jedina izmjena koja je provedena kako bi se izgled zgrade povezao sa suvremenim objektima u njoj.

## Povijest i konzervacija
Dvorana je prvobitno izgrađena kao jahalište u sklopu austrougarske konjičke vojarne. Emil Eisner i Adolf Ehrlich, vodeće zagrebačko građevinsko poduzeće, projektirali su ga 1910. godine. Vojarna je bila smještena na više od 20 000 četvornih metara zemljišta, uključujući zgradu za brigadnu časničku školu, kovačnicu, štandove za konje i jahalište. Objekt je od 1924. do 2008. koristila današnja Tvornica tekstila Trgovišće.
Kuća Lauba, zaštićeni spomenik kulture, postala je prvi primjer uspješne obnove kulturne baštine u zapadnom dijelu Zagreba.

## Interijer
S obzirom na to da zgrada nema skladišni prostor, arhitektica Morana Vlahović razvila je novi način izlaganja djela suvremene umjetnosti. Nije bilo dopušteno kopanje ispod razine poda zgrade jer je zgrada zaštićena kao kulturno dobro. Dakle, skladište treba funkcionirati unutar i zajedno s izložbenim prostorom. Arhitektica je osmislila aluminijske panele koji zamjenjuju izložbene zidove. Svaki panel je širok 5 metara i visok 3,5 metara, podijeljen na čvrsti dio širine 3 metra i 2 metra široku žičanu mrežu. Paneli su pomični i tako je moguće pretvoriti prostor iz potpuno otvorenoga u gusti labirint panela.

## Izložbe
U prvih nekoliko godina Lauba je predstavljala djela iz Zbirke Filip Trade i aktualnu umjetničku produkciju. Koncept je nazvan Nestalni postav jer će se neki od njegovih segmenata mijenjati na mjesečnoj bazi i tako kontinuirano nuditi mogućnost interpretacije novih priča.
U svakom slijedu koncepta Nestalnog postava održavaju se paralelne izložbe i događanja koja zajedno čine interaktivni program Laube. Razlika između stalnih i povremenih izložbi nije polarizirana, one su postavljene jedna pored druge i međusobno se nadopunjuju.

## Vanjske poveznice
- Službene stranice